# Zelda (БТР)

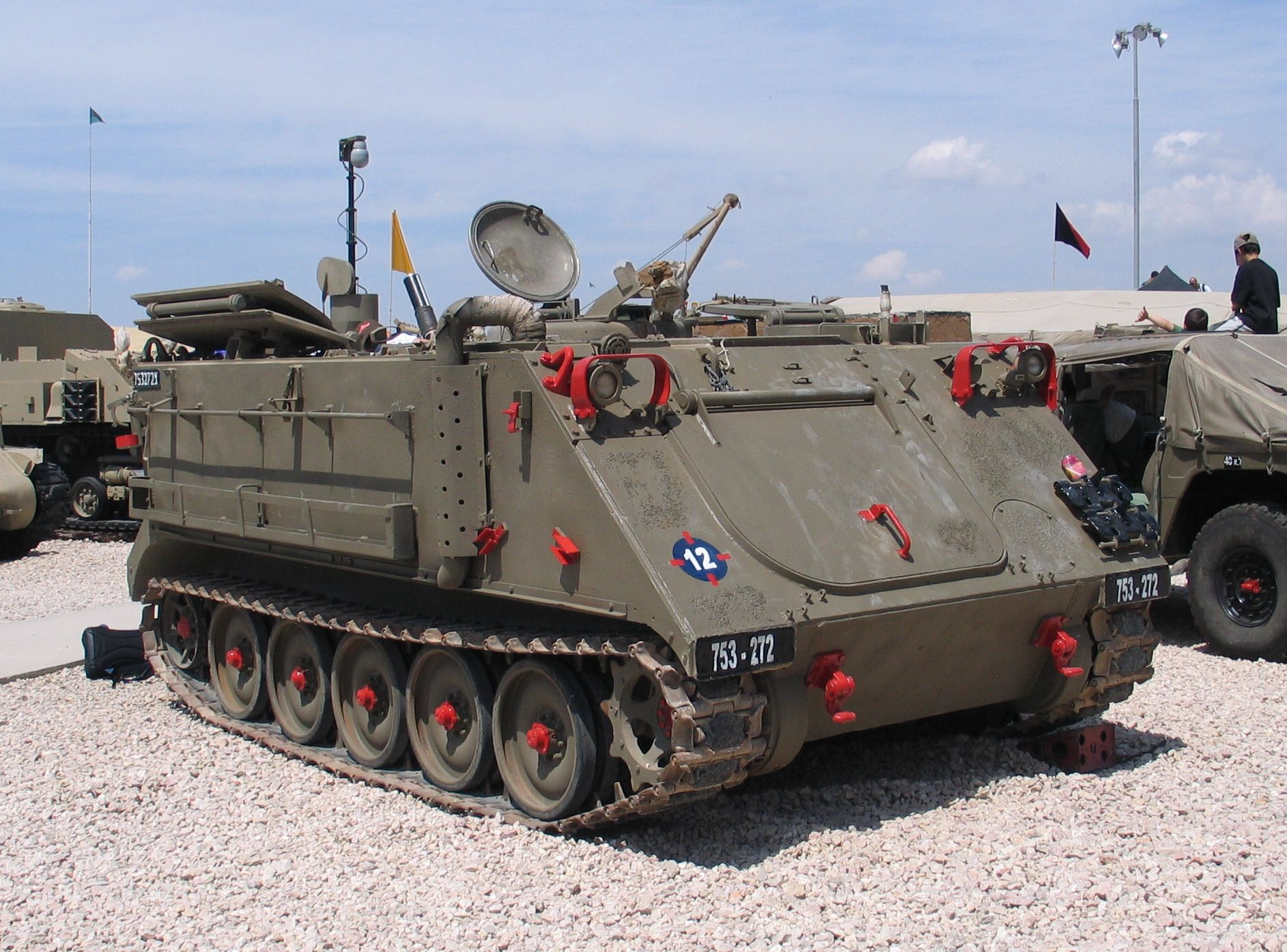
Израильский БТР «Zelda» с миномётом на башне.

Зельда (ивр. זלדה‎) — бронетранспортёр (БТР) Израиля, разработанный на базе американского бронетранспортёра M113. Разработка Зельды началась в 1970-х годах, а серийное производство стартовало в 1979 году. Этот бронетранспортёр стал основным средством передвижения для Армии обороны Израиля (ЦАХАЛ) на протяжении многих лет и активно использовался в различных вооружённых конфликтах.

## История разработки

### Предпосылки и необходимость создания
История разработки бронетранспортёра Зельда начинается после многочисленных вооружённых конфликтов, с которыми столкнулся Израиль в период с 1948 года. Война за независимость, Суэцкий кризис, Шестидневная война и Война на истощение показали, что израильским вооружённым силам необходимы надежные и защищённые транспортные средства для перемещения войск и оборудования на поле боя. Использование американских бронетранспортёров M113 стало временным решением, но вскоре стало ясно, что их конструкция требует значительных улучшений, чтобы соответствовать специфическим условиям ближневосточного театра военных действий.

### Начало разработки
Работы по созданию собственного бронетранспортёра начались в начале 1970-х годов. Израильские инженеры, изучив опыт эксплуатации M113 и выявив его слабые места, приступили к разработке усовершенствованной модели. Основной целью было создание бронетранспортёра, который бы обеспечивал лучшую защиту экипажа и десанта, обладал повышенной мобильностью и был адаптирован к условиям городских боёв и пересечённой местности.
Первые прототипы Зельды были готовы к середине 1970-х годов. Они представляли собой модернизированные версии M113 с добавлением дополнительных броневых пластин и улучшенной подвеской. Одной из основных задач было обеспечение защиты от осколков и стрелкового оружия, что потребовало установки более прочной брони и укрепления уязвимых частей машины.

### Запуск серийного производства
После успешных испытаний и доработок, бронетранспортёр Зельда был запущен в серийное производство в 1979 году. Производство осуществлялось на мощностях израильских оборонных предприятий, что позволило контролировать качество и вносить оперативные изменения в конструкцию. Параллельно с производством продолжалась работа над улучшением различных систем бронетранспортёра, включая двигатель, вооружение и средства связи.
Запуск серийного производства стал важным этапом в истории израильской военной техники. Зельда быстро заняла ключевое место в арсенале Армии обороны Израиля, став основным средством транспортировки и поддержки войск. Производственные мощности были ориентированы на выпуск значительных объёмов техники, что позволило быстро насытить войска необходимыми машинами и обеспечить их готовность к боевым действиям.

## Первое боевое применение
Первое широкомасштабное боевое применение бронетранспортёра Зельда произошло в ходе Ливанской войны 1982 года, также известной как операция «Мир для Галилеи». Целью операции было уничтожение баз Организации освобождения Палестины и других террористических группировок в Южном Ливане, которые угрожали безопасности северных регионов Израиля.

#### Использование в боевых действиях
В ходе Ливанской войны бронетранспортёры Зельда использовались для различных задач, включая транспортировку войск, эвакуацию раненых, огневую поддержку и патрулирование. Эти машины играли ключевую роль в обеспечении мобильности израильских подразделений, позволяя оперативно перемещать войска и технику через сложный рельеф и в условиях плотной застройки.
Благодаря своей улучшенной броневой защите, Зельда смогла выдерживать многочисленные атаки противника, включая обстрелы из гранатомётов и миномётов. Это значительно повысило выживаемость экипажа и десанта, снижая потери среди израильских военнослужащих. Зельда также доказала свою эффективность в условиях городских боёв, где её маневренность и защита были особенно важны.

#### Преодоление трудностей
В ходе боевых действий израильские войска столкнулись с рядом серьёзных вызовов, включая сложный рельеф Ливана и активное сопротивление противника. Зельда показала свою способность преодолевать различные препятствия, включая горные перевалы, узкие улицы городов и водные преграды. Машины успешно справлялись с задачами по транспортировке личного состава и боеприпасов, обеспечивая оперативную поддержку войскам на передовой.

#### Опыт и выводы
Успешное применение Зельды в Ливанской войне подтвердило правильность выбранного направления разработки и стало стимулом для дальнейших улучшений. Опыт, полученный в ходе боевых действий, позволил выявить сильные и слабые стороны бронетранспортёра, что стало основой для последующих модернизаций. Военные и инженеры тесно сотрудничали, анализируя результаты боевого применения и разрабатывая новые решения для повышения эффективности Зельды.

## Модернизации и улучшения

### Зельда 1
Первая модификация Зельды, разработанная в 1970-х годах, стала основой для последующих улучшений. Основные изменения включали улучшенную броневую защиту и новое вооружение. Зельда 1 активно использовалась в Ливанской войне 1982 года и других конфликтах, доказав свою надёжность и эффективность в боевых условиях.

### Зельда 2
Вторая модификация, представленная в конце 1980-х годов, включала ещё более усиленную броневую защиту и расширенные возможности по установке различного вооружения. Зельда 2 получила обновлённую систему подвески, что улучшило её проходимость и маневренность. Дополнительные броневые пластины и улучшенные защитные экраны обеспечивали ещё более высокий уровень защиты от мин и взрывных устройств.

### Зельда 3
Самая современная модификация, представленная в начале 2000-х годов, включала новейшие системы защиты, электроники и управления огнём. Зельда 3 использовалась для самых сложных и опасных миссий, включая антитеррористические операции и ведение боевых действий в условиях высокой интенсивности. Эта модификация получила улучшенную броневую защиту, новую систему активной защиты и современную систему связи, что повысило её боевые возможности.

### Последующие усовершенствования
Одним из ключевых направлений модернизаций Зельды было усиление броневой защиты. В ходе модернизаций устанавливались дополнительные броневые пластины и защитные экраны, обеспечивающие защиту от осколков, стрелкового оружия и взрывных устройств. Была усилена защита днища бронетранспортёра, что значительно повысило его выживаемость при подрыве на минах.
Модернизации также включали обновление системы вооружения. На Зельду устанавливались современные крупнокалиберные пулемёты, автоматические гранатомёты и противотанковые ракетные комплексы. Это позволило использовать Зельду не только для транспортировки личного состава, но и для огневой поддержки на поле боя. Улучшенные системы управления огнём и новые виды вооружения значительно повысили боевые возможности бронетранспортёра.

#### Внедрение современных систем связи и управления
Современные модификации Зельды оснащены новейшими системами связи и управления, что обеспечивает эффективное взаимодействие между подразделениями на поле боя. Были внедрены системы спутниковой связи, навигации и управления огнём, что позволило повысить координацию действий и оперативность принятия решений. Эти системы обеспечивают надёжную связь даже в сложных условиях боя и позволяют быстро передавать информацию между командными пунктами и подразделениями.

#### Повышение мобильности и проходимости
Модернизации также включали улучшение подвески и двигателя, что повысило мобильность и проходимость Зельды. Новые системы подвески обеспечивают плавность хода и устойчивость на пересечённой местности, что особенно важно при проведении операций в горных и городских условиях. Улучшенный двигатель позволяет Зельде развивать высокую скорость и преодолевать большие расстояния без дозаправки, что увеличивает её оперативные возможности.

#### Современные системы защиты
Последние модификации Зельды включают системы активной защиты, которые обеспечивают защиту от противотанковых ракет и гранатомётов. Эти системы обнаруживают и нейтрализуют угрозы до того, как они достигают бронетранспортёра, что значительно повышает его выживаемость на поле боя. Современные системы защиты включают датчики, радары и средства радиоэлектронной борьбы, которые обеспечивают комплексную защиту от различных угроз.

#### Применение новых материалов
Модернизации Зельды также включали использование новых материалов для брони и конструкционных элементов. Внедрение композитных материалов и новых сплавов позволило повысить прочность и уменьшить вес бронетранспортёра, что улучшило его маневренность и экономичность. Использование современных материалов также повысило устойчивость Зельды к различным видам повреждений и воздействий.

#### Будущие направления модернизаций
Ожидается, что в будущем Зельда будет продолжать модернизироваться, чтобы соответствовать современным требованиям и вызовам. Планируется внедрение новых технологий, таких как автономные системы управления и беспилотные решения, что позволит ещё больше повысить боевые возможности бронетранспортёра. Также рассматриваются возможности интеграции Зельды с системами управления боем и разведки, что обеспечит комплексное использование её потенциала на поле боя.

#### Значение и влияние модернизаций
Модернизации Зельды позволили значительно улучшить её боевые характеристики и адаптировать к современным условиям ведения войны. Благодаря этим улучшениям, Зельда остаётся на вооружении Армии обороны Израиля и продолжает эффективно выполнять задачи по обеспечению безопасности и поддержке войск. Опыт модернизаций также используется при разработке новых образцов бронетехники, что способствует постоянному развитию и совершенствованию израильской военной инженерии.